# Lonicera xylosteum
Il gisilòstio o caprifoglio peloso (Lonicera xylosteum L., 1753) è un arbusto spogliante della famiglia delle Caprifoliacee, comune nei boschi montani e submontani dell'Eurasia.

## Etimologia

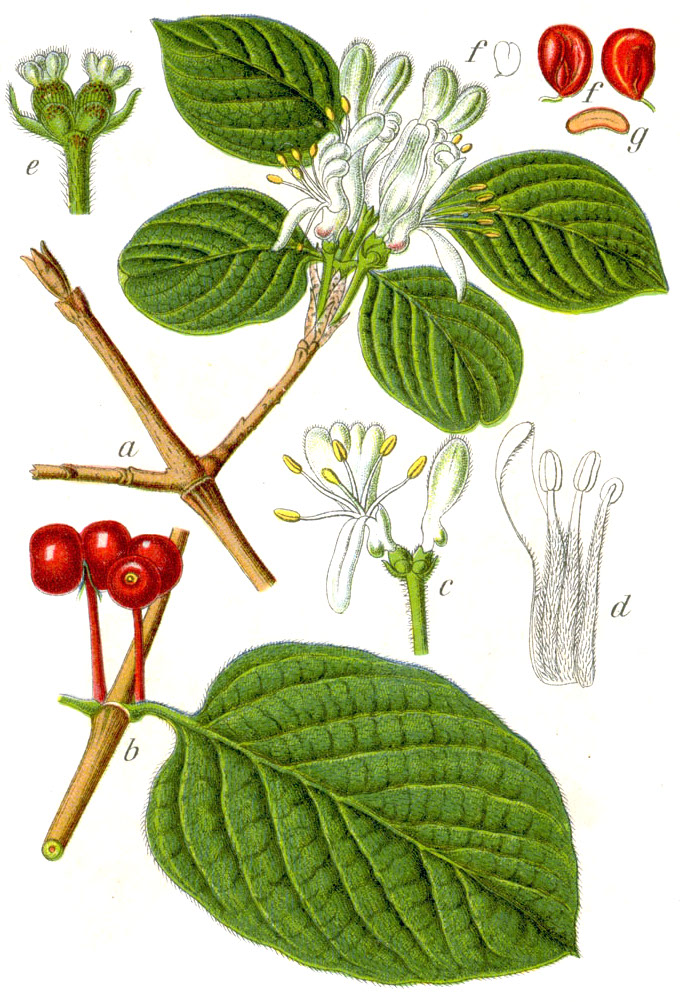
Tavola botanica

L'epiteto specifico xylosteum e l'adattamento italiano 'gisilostio', sono ripresi dal greco 'xylosteon' che significa 'legno (duro come) osso'; 'caprifoglio peloso' per l'aspetto tomentoso delle foglie.

## Descrizione

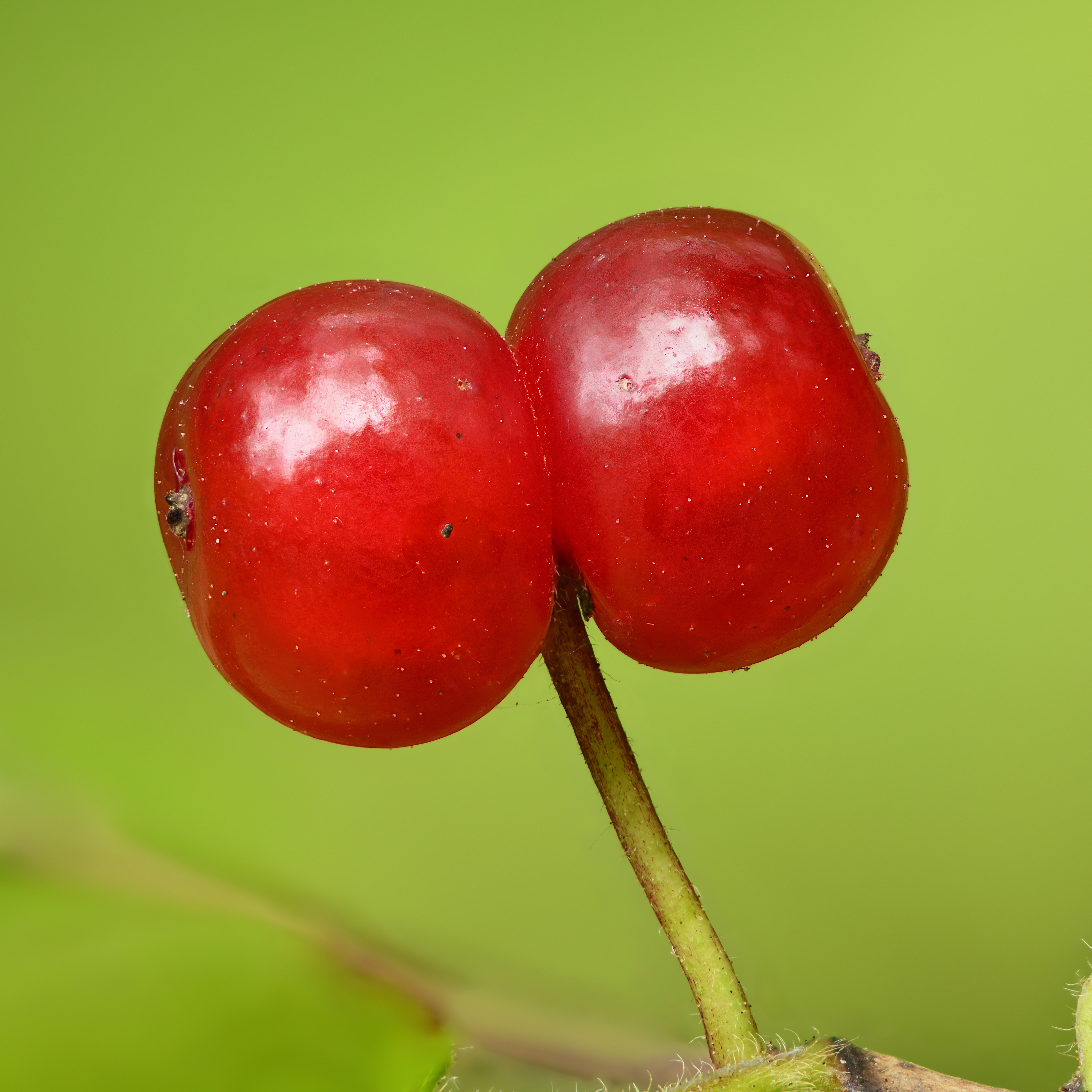
Bacche

Questo arbusto, a portamento eretto, diversamente da altri caprifogli, ha foglie opposte ellittiche ed obovate, leggermente tomentose specialmente sulla pagina inferiore
Fiori accoppiati ed ascellari, di colore bianco, tendente al giallo dopo l'impollinazione, e bacche  rosse velenose, dette ciliegie di volpe, perché contenenti un glucoside amaro denominato xilosteina; il tronco ed i suoi rami forniscono un prodotto duro e compatto, il legno osso.